# Черлетти, Уго
Уго Черлетти (26 сентября 1877 г. — 25 июля 1963 г.) — итальянский невролог и психиатр, изобретший метод электросудорожной терапии, по сей день применяемый в психиатрии и неврологии для лечения целого ряда психических и неврологических заболеваний, таких, как депрессия, шизофрения, болезнь Паркинсона, эпилепсия.

## Биография
Родился 26 сентября 1877[…] года в семье известного итальянского энолога Джованни Баттиста Черлетти.

## Предыстория открытия электросудорожной терапии
Открытию Уго Черлетти и Лючио Бини метода электросудорожной терапии предшествовала их поездка вместе с немецким неврологом и психиатром Лотаром Калиновски в Австро-Венгерскую империю. Сначала они поехали в Вену. Там они познакомились с Манфредом Закелем и Юлиусом Вагнер-Яуреггом. При этом у них была возможность лично понаблюдать за применением инсулинокоматозной терапии М. Закелем и пиротерапии (точнее, маляриотерапии) Ю. Вагнер-Яуреггом, соответственно. Во время этих визитов Уго Черлетти и Лючио Бини обратили внимание на то, что применение обоих методов оказывалось особенно эффективным в тех случаях, когда у пациентов на фоне вызванной инсулином гипогликемии или на фоне вызванной заражением малярии лихорадки возникали эпилептиформные судороги.
Покинув Вену, Уго Черлетти в сопровождении Лючио Бини и Лотара Калиновски поехал в Будапешт. Там они познакомились с Ласло Медуной, и имели возможность лично понаблюдать за тем, как последний применял на практике изобретённую им методику судорожной терапии с использованием камфоры и коразола. Уже тогда Черлетти и Бини были удивлены тем, что Л. Медуне даже не пришло в голову попытаться использовать для вызывания судорог не химические агенты, а электрический ток.

## Критика
Как сам Уго Черлетти, так и изобретённый им метод электросудорожной терапии активно критиковались, в частности, Анри Барюком, полагавшим этот метод лечения жестоким и негуманным. Известно, что Эрнеста Хемингуэя в последние годы его жизни пытались лечить методами психиатрии. В качестве лечения применялась электросудорожная терапия. После 13 сеансов электрошока писатель потерял память и возможность творить[95][96]. Вот что сказал сам Хемингуэй:
Эти врачи, что делали мне электрошок, писателей не понимают… Пусть бы все психиатры поучились писать художественные произведения, чтобы понять, что значит быть писателем… какой был смысл в том, чтобы разрушать мой мозг и стирать мою память, которая представляет собой мой капитал, и выбрасывать меня на обочину жизни?

## Список литературы
- Cerletti, U. L’Elettroshock. Rivista Sperimentale di Frenatria. 1940, Vol I, 209—310.
- Baruk H — Professor Hugo Cerletti. Bull Acad Natl Med 1966 Nov 8;150(28):574-579
- Medea E — Ugo Cerletti. Arch Psicol Neurol Psichiatr 1966 May;27(3):198-202
- Kalinowsky LB — History of convulsive therapy. Ann N Y Acad Sci 1986;462:1-4.
- Ugo Cerletti 1877—1963. Am J Psychiatry 156:630, April 1999.
- Passione, R. Italian Psychiatry in an International Context: Ugo Cerletti and the Case of Electroshock. History of Psychiatry11, 2004, 15(1), 83-104.